# Bidens elliotii
Bidens elliotii là một loài thực vật có hoa trong họ Cúc. Loài này được (S.Moore) Sherff mô tả khoa học đầu tiên năm 1915.